# Bukoba Rural (huyện)
Bukoba Rural là một huyện thuộc vùng Kagera, Tanzania. Thủ phủ của huyện Bukoba Rural đóng tại Bukoba. Huyện Bukoba Rural có diện tích 6993 ki lô mét vuông. Đến thời điểm điều tra dân số ngày 25 tháng 8 năm 2002, huyện Bukoba Rural có dân số 394020 người.